# Carlos Felipe de Schwarzenberg
El Príncipe Carlos Felipe de Schwarzenberg (en alemán: Karl Philipp Fürst zu Schwarzenberg; Viena, 18 de abril de 1771 - Leipzig, 15 de octubre de 1820) fue un diplomático y militar austriaco, que ocupó el cargo de embajador en París de 1810 a 1813. En 1812 se le puso al frente de las fuerzas austriacas durante la campaña de Rusia. Enfrentados nuevamente el emperador Francisco y Napoleón, dirigió el ejército austriaco en la batalla de Leipzig (1813) y un año más tarde estuvo al mando del ejército de la coalición antinapoleónica.

## Biografía

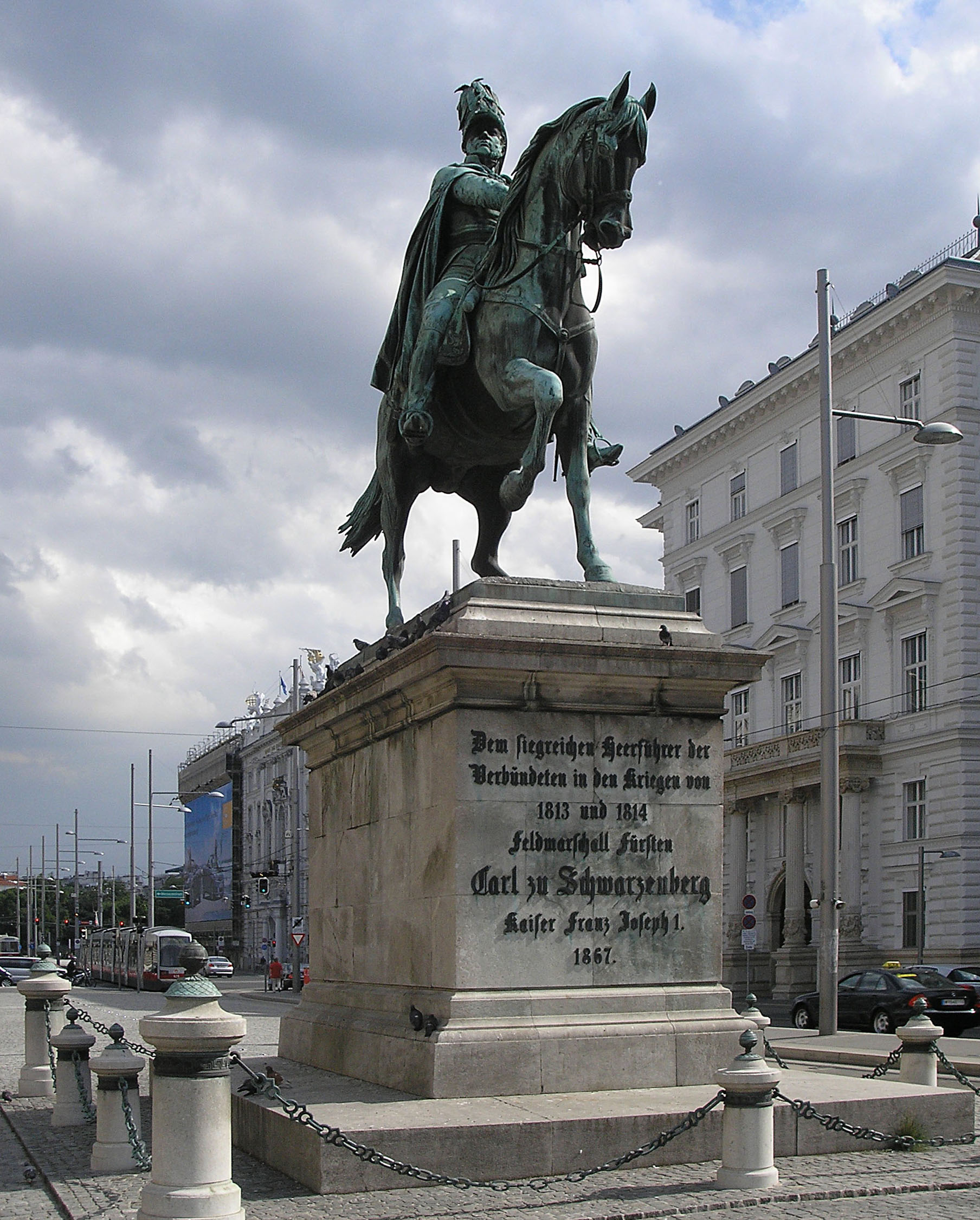
Estatua ecuestre de Carlos Felipe en Viena.

Carlos Felipe era hijo del Príncipe Johann Nepomuk Anton von Schwarzenberg y María Leonor, condesa de Öttingen-Wallerstein. En 1788 entró en la caballería imperial, donde combatió un año después contra los turcos bajo las órdenes de Franz Moritz von Lacy y Ernst Gideon Freiherr von Laudon. Pronto se distinguió por su valor en el combate y en 1792 fue ascendido a mayor. Durante la campaña contra Francia llevada a cabo por la Primera Coalición en 1793, sirvió a las órdenes del príncipe Josias de Coburgo, tomando las ciudades de Valenciennes, Oisy y Estreux-lès-Landrecies y derrotando al ejército francés en la batalla librada en Cateau-Cambrésis (Francia) en 1794. En aquella batalla ejecutó una impetuosa carga de caballería a la cabeza de su regimiento, apoyado por doce escuadrones británicos, rompiendo las líneas enemigas y matando e hiriendo unos 3.000 soldados franceses, además de capturar 32 cañones enemigos. Esta acción le valió la Cruz de la Orden de María Teresa.
En 1796 fue elevado al rango de mayor-general tras haber participado en las batallas de Amberg y Wurzburgo. En 1799 fue ascendido a mariscal de campo. En 1800 logró salvar el flanco derecho del ejército austriaco en la derrota sufrida en la batalla de Hohenlinden y posteriormente recibió el encargo por parte del archiduque Carlos de Austria-Teschen de comandar la retaguardia del ejército. En la campaña de 1805 llevada a cabo contra Napoleón por la Tercera Coalición, mandó una división del ejército de Karl Mack von Leiberich. En la toma de Ulm por las tropas napoleónicas en octubre de 1805, bajo las órdenes del Archiduque Fernando de Austria-Este, cortó las líneas enemigas. Ese mismo año fue hecho Comandante de la Orden de María Teresa y en 1809 recibió la Orden del Toisón de Oro.
En 1808, Austria decidió enviar ayuda a Rusia para luchar contra Francia. Schwarzenberg, persona grata en la corte de San Petersburgo, fue enviado al frente. Sin embargo, durante la guerra de la Quinta Coalición volvió a Austria para combatir en la batalla de Wagram, siendo ascendido más tarde a general de caballería. Tras el Tratado de Schönbrunn fue enviado a París, donde fue embajador de Austria entre 1810 y 1813, para negociar el matrimonio entre Napoleón y la archiduquesa María Luisa de Austria. El príncipe organizó un baile en honor de la novia el 1 de julio de 1810, en el que debido a un incendio murieron trágicamente muchos de los asistentes, incluida su cuñada. 

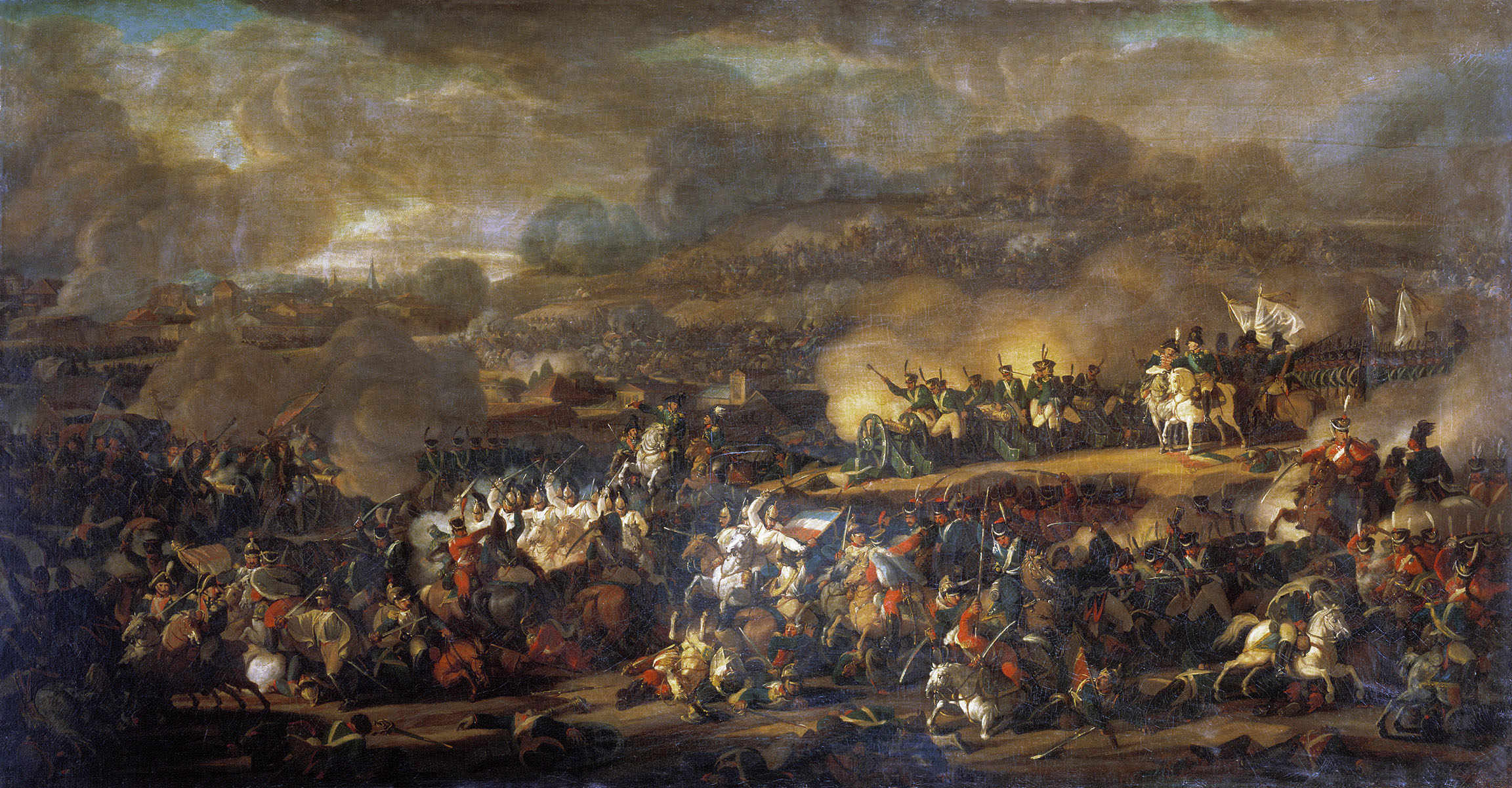
Cuadro de la Batalla de las Naciones de Vladimir Ivanovich Moshkov.

Napoleón tenía en alta estima al príncipe Carlos Felipe, hasta el punto de pedirle que dirigiera las tropas auxiliares austriacas durante la Invasión napoleónica de Rusia en 1812. Schwarzenberg tuvo éxito en varias acciones menores gracias a maniobras habilidosas y sin necesidad de librar grandes combates. Tras estas acciones se mantuvo inactivo durante varios meses en Pultusk por orden de Napoleón. Cuando en 1813 Austria abandonó el bando francés y tomó partido por los aliados formando la Sexta Coalición, Schwarzenberg, que había sido ascendido a mariscal de campo hacía poco, fue nombrado comandante en jefe de las tropas aliadas del Gran Ejército de Bohemia. Comandó las tropas aliadas en la batalla de Dresde, en la que las tropas de la coalición fueron derrotadas por las francesas, y más tarde en la batalla de Leipzig, también conocida como Batalla de las Naciones (Völkerschlacht bei Leipzig en alemán). Fue el general de mayor edad de los que llevaron a los aliados a la victoria contra Napoleón tras la campaña de 1813-1814, después de la cual Napoleón fue desterrado a la Isla de Elba.

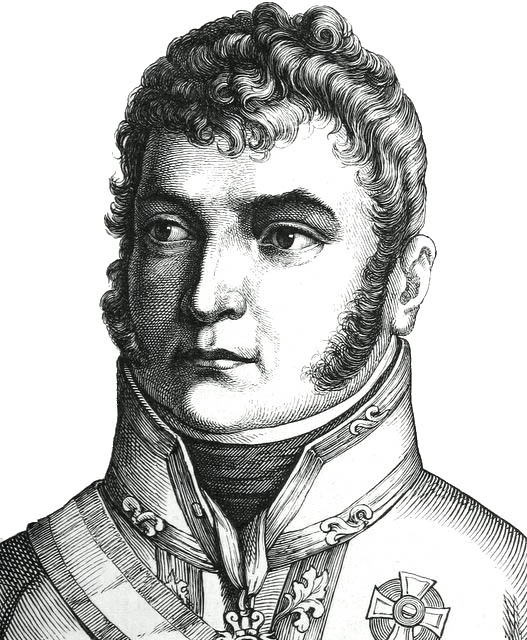
Retrato de Carlos Felipe de Schwarzenberg.

Schwarzenberg ha sido generalmente acusado de haber sido un general demasiado precavido y conservador, sobre todo comparándolo con alguno de sus subordinados como Gebhard Leberecht von Blücher. Sin embargo, logró la victoria final de Austria y sus aliados y recibió honores como las ya citadas Cruz de la Orden de María Teresa y el Toisón de Oro, además de muchas otras condecoraciones. Fue nombrado presidente del Hofkriegsrat y recibió el honor de añadir a sus armas las de Austria.
Poco después murió su hermana Carolina, lo que le afectó mucho y enfermó gravemente. Un ataque de apoplejía lo dejó inválido en 1817. En 1820, durante una visita a Leipzig para rememorar la batalla ganada siete años antes, sufrió un segundo ataque, a consecuencia del cual murió el 15 de octubre.

## Familia

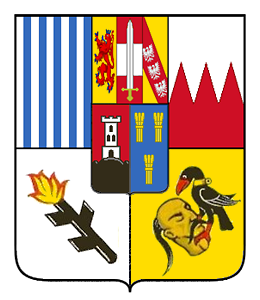
Armas del príncipe de Schwarzenberg.

Se casó con la condesa Maria Anna de Hohenfeld (1767-1848) en Viena el 28 de enero de 1799. De su matrimonio nacieron tres hijos:
- Su hijo mayor, Federico, quien heredó el título de Príncipe de Schwarzenberg, siguió los pasos de su padre en el ejército (1800-1870).
- Carlos Felipe II de Schwarzenberg (1802-1858).
- Edmundo Leopoldo Federico de Schwarzenberg, quien también siguió los pasos de su padre (1803-1873).